# مرکانتیل دیسکانت بنک
مرکانتیل دیسکانت بنک (عبری: בנק מרכנתיל דיסקונט בע"מ‎) شرکت خدمات مالی و بانکداری اسرائیلی است، که در سال ۱۹۷۱ تأسیس شد.